# Séamus Dolan
Séamus Dolan (ur. 10 grudnia 1914 w Blacklion, zm. 10 sierpnia 2010) – irlandzki polityk, deputowany, senator, w latach 1977–1981 przewodniczący Seanad Éireann.

## Życiorys
Pracował jako nauczyciel i rolnik. Zaangażował się w działalność polityczną w ramach Fianna Fáil. Zasiadał w radzie hrabstwa Cavan. W latach 1961–1965 sprawował mandat deputowanego do deputowanego do Dáil Éireann. W latach 1961–1969 oraz 1973–1982 był członkiem Seanad Éireann XI, XIII, XIV i XV kadencji z ramienia panelu pracowniczego. Od października 1977 do października 1981 pełnił funkcję przewodniczącego wyższej izby irlandzkiego parlamentu, od października 1981 do kwietnia 1982 zajmował stanowisko jej wiceprzewodniczącego.